# Regulate... G Funk Era
Albums de Warren G
Take a Look Over Your Shoulder
(1997)
Singles
1. Regulate
Sortie : 1994
2. This D.J.
Sortie : 1994
3. Do You See
Sortie : 1994

Regulate... G Funk Era est le premier album studio du rappeur américain Warren G, sorti en 1994.
L'album Regulate... G Funk Era est considéré comme une référence en matière de G-funk. Aux côtés de The Chronic (1992), le premier album studio de Dr. Dre, demi-frère de Warren G, sorti deux ans plus tôt, cet album a joué un rôle crucial dans la popularisation de ce style musical. Il comprend plusieurs hits emblématiques, dont Regulate (avec la participation de Nate Dogg) et This D.J..
Il s'est classé 1er au Top R&B/Hip-Hop Albums et 2e au Billboard 200, et a été certifié triple disque de platine par la Recording Industry Association of America (RIAA) le 1er août 1995.

## Liste des titres
| No  | Titre                                                                      | Contient un (des) sample(s) de | Durée |
| --- | -------------------------------------------------------------------------- | --- | ----- |
| 1.  | Regulate (featuring Nate Dogg)                                             | Mothership Connection (Star Child) de Parliament Sign of the Times de Bob James Wikka Wrap des Evasions I Keep Forgettin' de Michael McDonald                                            | 4:08  |
| 2.  | Do You See                                                                 | Bicentennial Blues de Gil Scott-Heron et Brian Jackson Mama Used to Say de Junior Juicy Fruit de Mtume                                                                                   | 3:59  |
| 3.  | Gangsta Sermon (featuring B-Tip et Ricky Harris)                           | | 0:36  |
| 4.  | Recognize (featuring The Twinz)                                            | Genius Is Back de Mix Master Spade et Compton Posse Doggy Dogg World de Snoop Dogg featuring Kurupt, Daz Dillinger et les Dramatics                                                      | 2:59  |
| 5.  | Super Soul Sis (featuring Jah Skills)                                      | Why Have I Lost You de Cameo Don't Stop (Ever Loving Me) de One Way Nuthin' but a 'G' Thang (Freestyle Remix) de Dr. Dre featuring Snoop Dogg et Tha Dogg Pound                          | 2:56  |
| 6.  | '94 Ho Draft (featuring B-Tip et Ricky Harris)                             | Groove to Get Down de T-Connection | 1:00  |
| 7.  | So Many Ways (featuring Wayniac, Lady Levi et R.I.P)                       | Take Your Time (Do It Right) du S.O.S. Band | 3:24  |
| 8.  | This D.J. (featuring O.G.L.B.)                                             | Juicy Fruit de Mtume Curious de Midnight Star Paid in Full d'Eric B. and Rakim | 3:23  |
| 9.  | This Is the Shack (featuring The Dove Shack)                               | Ode to Billie Joe de Lou Donaldson Pass the Dutchie de Musical Youth | 4:05  |
| 10. | What's Next (featuring Mr. Malik)                                          | This Old Man (traditionnel) Conjunction Junction de Bob Dorough featuring Jack Sheldon et Terri Morel Mind Blowing Decisions de Heatwave Adventures of Super Rhyme (Rap) de Jimmy Spicer | 3:26  |
| 11. | And Ya Don't Stop                                                          | Impeach the President des Honey Drippers Janitzio de Don Julian Wikka Wrap des Evasions                                                                                                  | 3:22  |
| 12. | Runnin' wit No Breaks (featuring Jah Skills, Bo Roc, G Child et The Twinz) | N.T. de Kool & The Gang Go on and Cry de Les McCann | 3:32  |

| 13. | Regulate (remix) (featuring Nate Dogg) | 4:19 |

## Suite
En 2015, Warren G sort l'EP Regulate... G Funk Era, Pt. II, qui fait suite à ce premier album.